# Torulaspora delbrueckii
Torulaspora delbrueckii è una specie di lievito nota anche come Saccharomyces delbrueckii o  Saccharomyces rosei (chiamata Candida colliculosa).
Le analisi genetiche hanno rivelato che i vari ceppi definiti T. delbrueckii rappresentano in realtà specie diverse (e appartengono anche a generi diversi, come Debaryomyces , Saccharomyces e Candida). Pertanto, i criteri della specie T. delbrueckii apparentemente necessitano di qualche revisione in base alla tipologia del ceppo (ceppo Sank 50.118).
Un uso interessante del T. Delbrueckii (e probabilmente di qualcuno dei ceppi Saccharomyces simili) è quello impiegato nella birrificazione tedesca della weissbier. Durante la fermentazione il lievito produce notevoli quantità di esteri dal gusto di banana e fenoli all'aroma di chiodi di garofano, come risulta dalla degustazione di queste birre.